# Kulturföreningen Levande Punk Records
Kulturföreningen Levande Punk Records (KfLP(r)) är en kooperation av olika små D.I.Y-bolag, fanzinister och eldsjälar runtom i landet, vilka alla på olika sätt knyter an till punkscenen. Två större skivbolag som brukar vara inblandade är Beat Butchers och Buzzbox Records. Första skivsläppet kom 2005, vilket var en samling med Varnagels alla demoinspelningar. Åren efter har de varje sommar gett ut en samling med olika svenska punkband. 2009 släpptes Samling vid punken #4 vilket innebar att samlingen gått tillbaka till sitt ursprungliga namn.

## Skivsläpp
- 2005 - Det som var
- 2006 - Samling vid punken #1
- 2007 - Samling vid punken #2
- 2008 - Inför ett sådant argument måste jag naturligtvis böja mig
- 2009 - Samling vid punken #4
- 2010 - Samling vid punken #5

## Skivbolag/personer som varit delägare
Beat Butchers, Bjeagle Records, Buzzbox Records, Båtlåtar ur badkaret, Civil Records, Det stora saftkalaset, Fantasibrist Fanzine, Fonepik för Eftervärlden, Fullmoon Records, IdaLism, Hanged Horse Records, Hårda skivbolaget, Larvigt Records, Ericson Records, Nibbe (tidigare Kulturfabriken records), Oslipade Diamanter Records, Politik & Hobby, Professor Stretch (tidigare bland annat Tack För Hjälpen Med Min Gylf Records), Punkvarning Records (tidigare Noname-Jimmie), Pyrola, Räka Produktion, Saftkalas, Saris (Sekerhetspersonaal), Second Class Kids Records, Trapdoor Records, Varnagel Records, Vinehell Productions, Viksjö Punx och YoungStuf.